# Марковский сельсовет (Курганская область)
Ма́рковский сельсове́т — упразднённые административно-территориальная единица и муниципальное образование со статусом сельского поселения в составе Кетовского района Курганской области России.
Административный центр — село Марково.
15 марта 2022 года сельсовет был упразднён в связи с преобразованием муниципального района в муниципальный округ.

## История
В соответствии с Законом Курганской области от 6 июля 2004 года № 419 сельсовет наделён статусом сельского поселения.

## Население
| 2002 | 2010 | 2012 | 2013 | 2014 | 2015 | 2016 |
| ---- | ---- | ---- | ---- | ---- | ---- | ---- |
| 751  | ↘622 | ↘615 | ↘612 | ↘588 | ↗595 | ↘593 |
| 2017 | 2018 | 2019 | 2020 |      |      |      |
| ↘573 | ↘564 | ↘546 | ↗547 |      |      |      |

## Состав сельского поселения
| № | Населённый пункт | Тип населённого пункта       | Население |
| - | ---------------- | ---------------------------- | --------- |
| 1 | Лесной           | посёлок                      | ↘51       |
| 2 | Марково          | село, административный центр | ↘571      |